# Šešupė
```
Šešupė
 (cách phát âm; 
tiếng Nga
: 
Шешупе
; 
tiếng Đức
: 
Scheschup(p)e
; 
tiếng Ba Lan
: 
Szeszupa
) là một con số 298 
 
 
sông
 dài km 
[
1
]
 chảy qua 
Ba Lan
 (27 
 
 km), 
Litva
 (158
 
km) và 
Nga
 (62
 
km). Dòng sông chảy cho 51
 
km dọc biên giới giữa tỉnh 
Kaliningrad
, một 
vùng
 đất của Nga và 
Litva
. Các Šešupė bắt nguồn gần thị trấn Ba Lan của Szeszupka, khoảng 10 dặm từ biên giới Ba Lan-Litva, và chảy vào 
Nemunas
 gần thị trấn Neman trên biên giới giữa Lithuania và Kaliningrad.
```

Các thị trấn và thành phố lớn dọc theo sông, từ Nemunas đến nguồn, là: Kudirkos Naumiestis, Pilviškiai, Marijampolė và Kalvarija.
Có những phần của Kaliningrad và Litva nằm ở phía đối diện của dòng sông, bao gồm một hòn đảo nhỏ chủ yếu là của Nga nhưng có một khu vực thuộc Litva.
Đây là con sông dài thứ tư ở Litva.

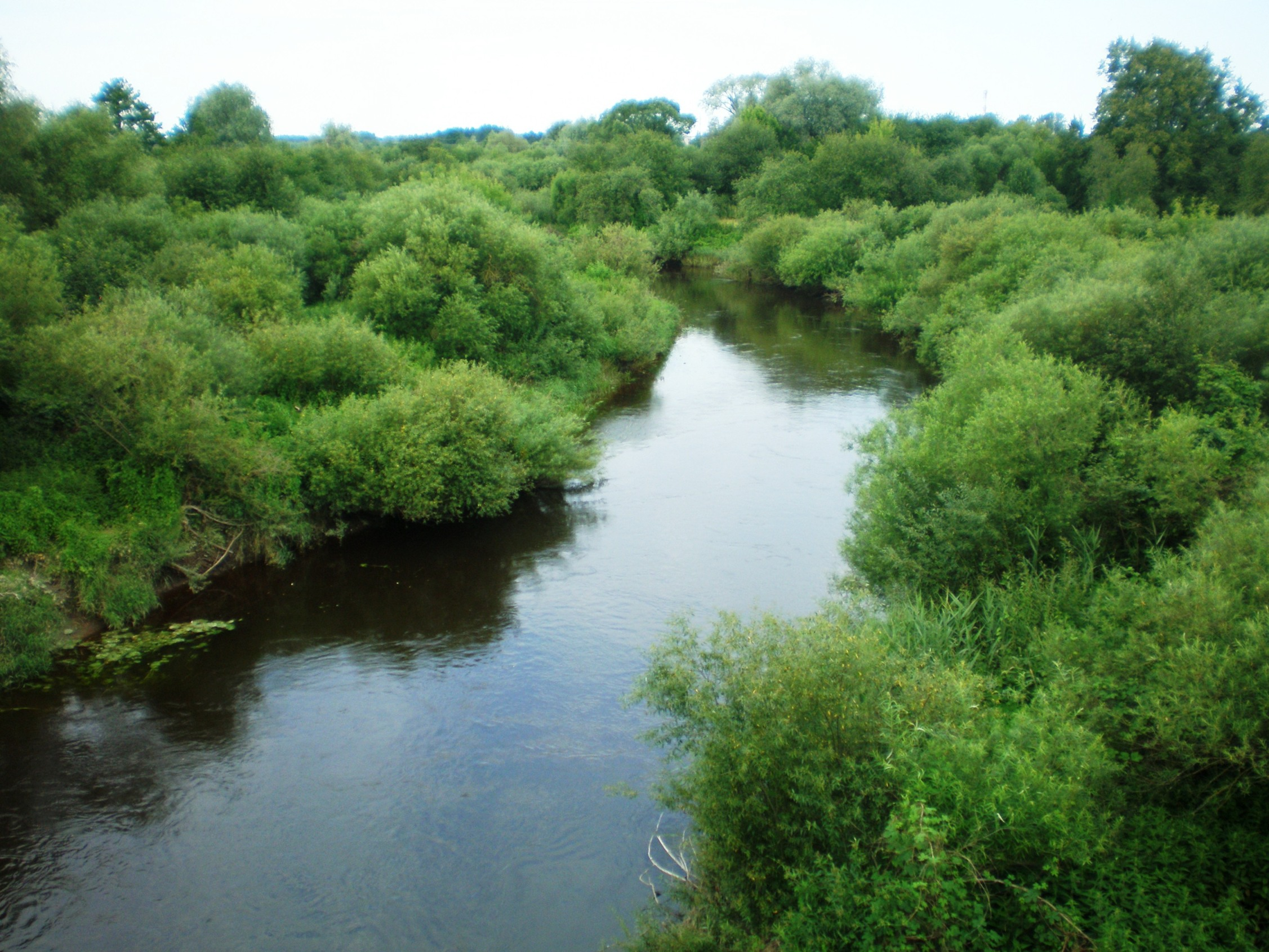
Con sông Šešupė gần Pilviškiai